# Tamiri
Tamiri (in greco antico Θάμυρις, Thamyris), figlio di Filammone e della ninfa Argiope, è una figura della mitologia greca.
Fu poeta e musico e, poiché si vantava di cantar meglio delle Muse, suscitò l'ira delle figlie di Zeus che, per punirlo, lo accecarono, gli tolsero la memoria e lo privarono delle sue capacità canore. 

## Nell'Iliade
La vicenda di Tamiri è brevemente narrata nell'Iliade:
«E quelli che Pilo abitavano e l'amabile Arene,

e Trio, guado dell'Afeo, ed Epi ben costruita,

e Ciparissento ed Anfigénia abitavano,

e Pteleo ed Elo e Dorio, là dove le Muse

fattesi avanti al tracio Támiri tolsero il canto,

mentre veniva da Ecalia, da Euríto Ecaleo

e si fidava orgoglioso di vincere, anche se esse,

le Muse cantassero, figlie di Zeus egíoco!

Ma esse adirate lo resero cieco e il canto

divino gli tolsero, fecero sì che scordasse la cetra...»
(Iliade, libro II, vv. 591-600)

## Altri miti
In un'altra leggenda, Tamiri è trasformato dalle Muse in un usignolo.
Era anche annoverato come uno degli amanti di Giacinto: i due sarebbero stati addirittura i primi mortali maschi legati da un rapporto omoerotico e il poeta il creatore della pederastia come istituzione sociale.